# Сияние (спектакль)
«Сияние» — музыкальный спектакль, поставленный режиссёром Филиппом Григорьяном на сцене московского клуба Chateau de Fantomas. В основе постановки — 12 песен лидера группы «Гражданская оборона» Егора Летова. В главной роли — актриса Алиса Хазанова, которая дебютировала в «Сиянии» в качестве певицы.

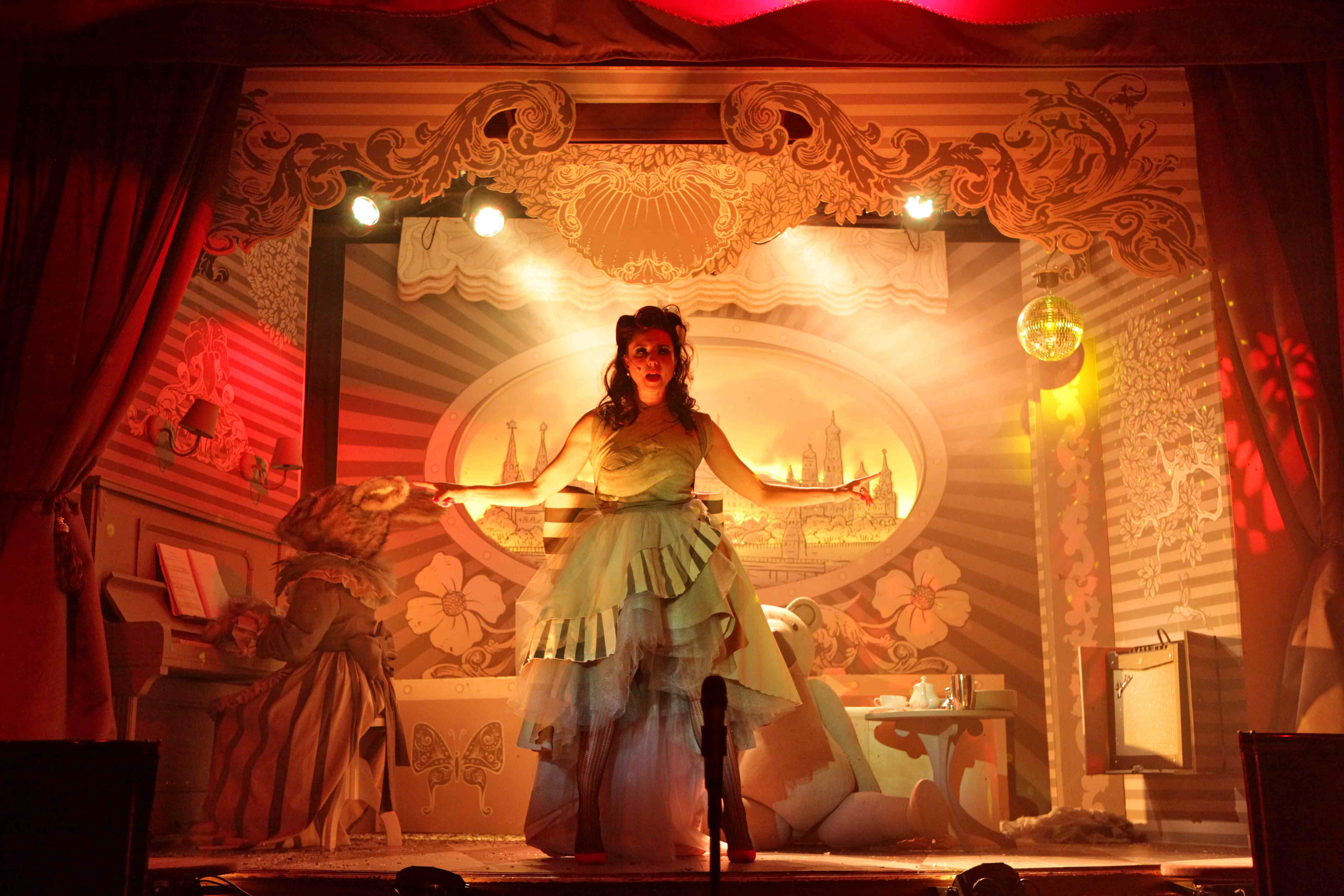
Алиса Хазанова в спектакле «Сияние». Chateau de Fantomas, 2014

## История создания
Идея создания представления по песням Егора Летова принадлежит музыканту и композитору Игорю Вдовину. Он обратился с этой идеей к Алисе Хазановой, которая, в свою очередь, рассказала о ней совладелице московского клуба Chateau de Fantomas Снежанне Георгиевой. Снежанна Георгиева предложила поставить спектакль на сцене театрального зала Chateau de Fantomas и выступила в роли продюсера проекта.
В качестве постановщика выступил режиссёр Филипп Григорьян, лауреат премии «Золотая маска» 2013 года, режиссёр спектаклей «Третья смена» (Театр имени Бойса), «Чукчи» (Сцена-Молот, Пермь), «Горе от ума» (Театр-Театр), «Полнолуние» (Территория), Medeamaterial (Театр оперы и балета им. Чайковского), «Агата возвращается домой» (с Алисой Хазановой в главной роли, театры Сцена-Молот и «Практика»), «Камень» (Театр наций) и других. Филипп сочинил драматургию постановки, придумал сценографию и мультимедийное наполнение.

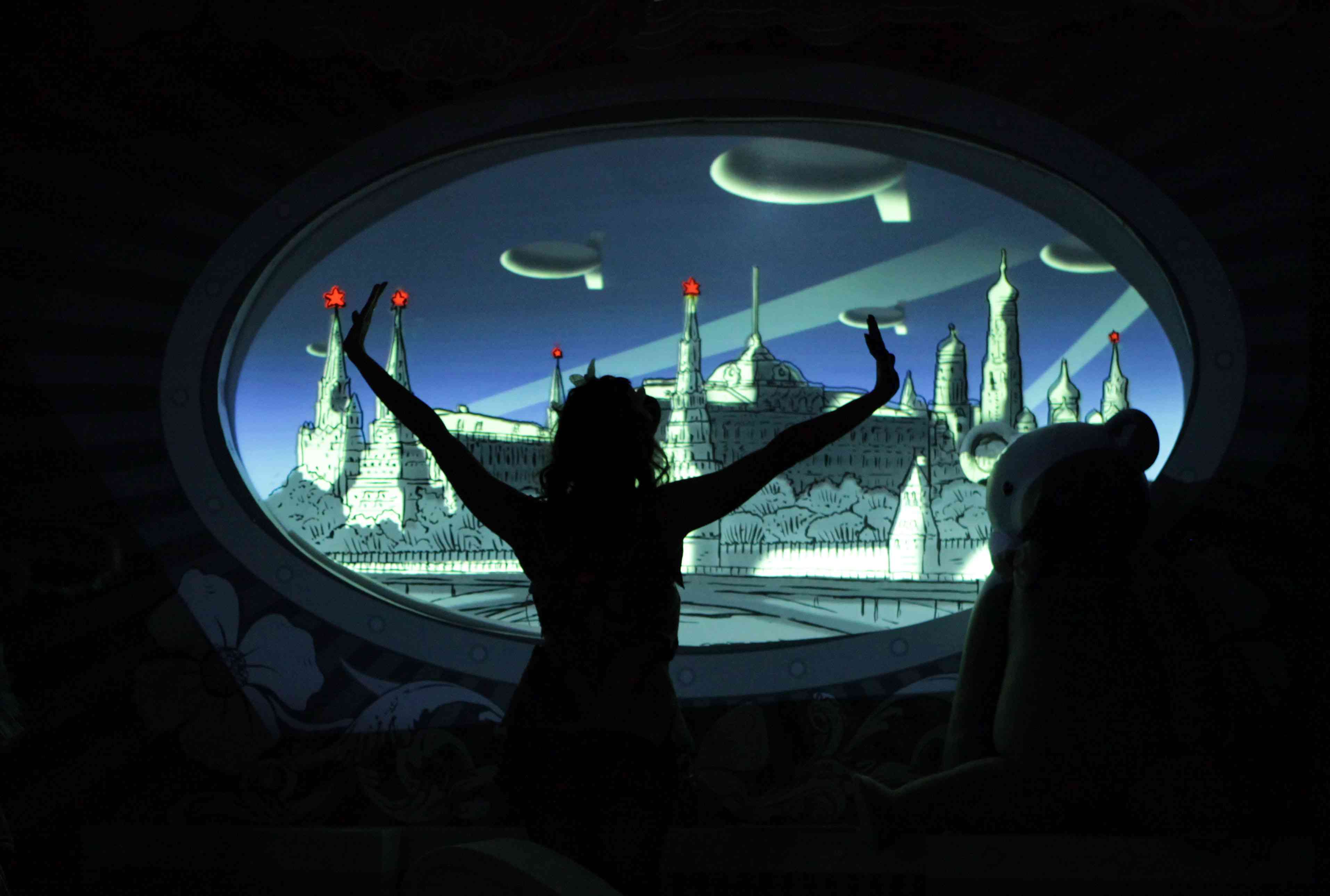
Алиса Хазанова в спектакле «Сияние». Chateau de Fantomas, 2014

Премьера спектакля «Сияние» состоялась 2 октября 2014 года в клубе Chateau de Fantomas.

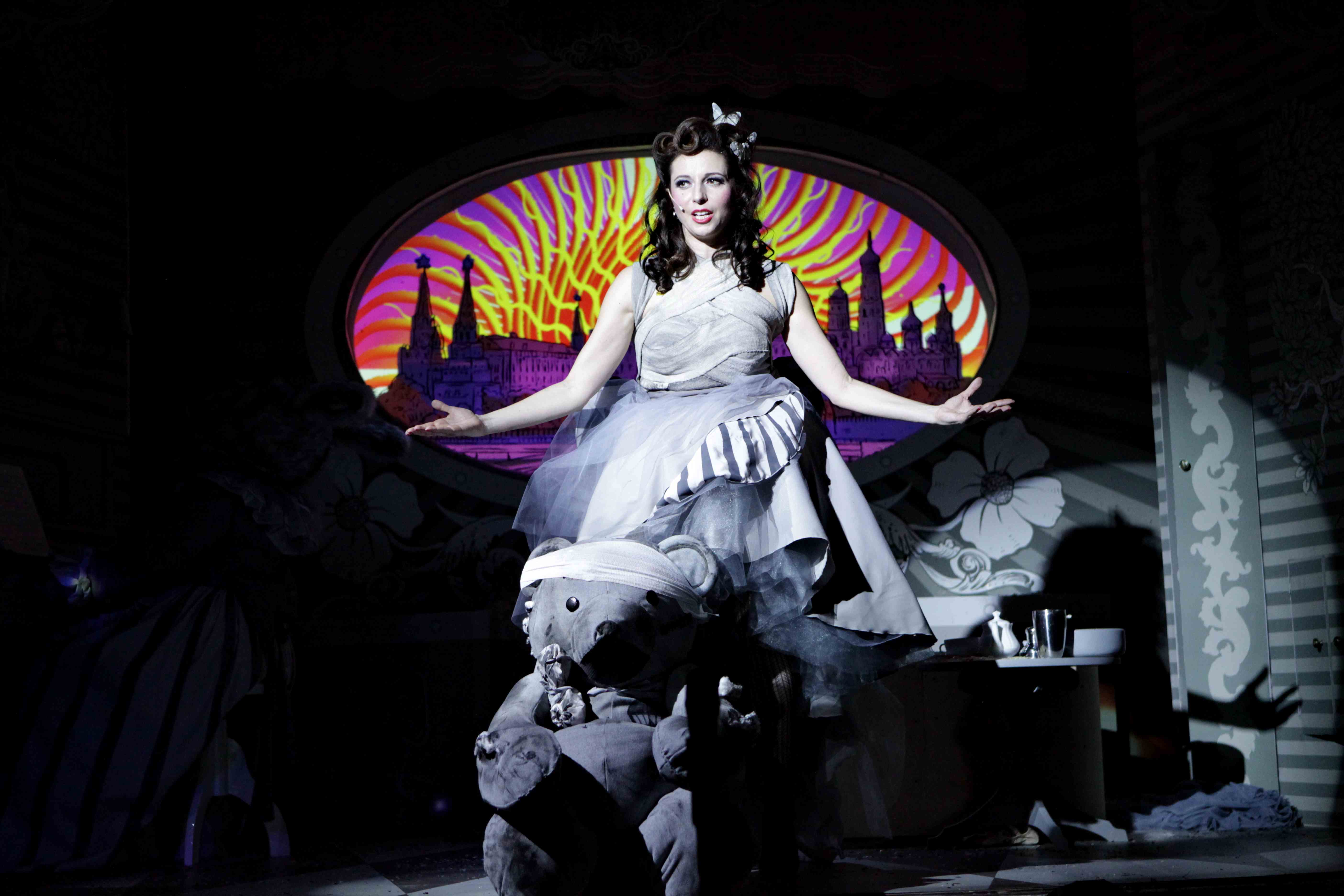
Алиса Хазанова в спектакле «Сияние». Chateau de Fantomas, 2014

## Содержание спектакля
Всего было отобрано 11 композиций, записанных Егором Летовым в период с 1987 по 2005 годы. Одна из композиций — «Печаль моя светла» — принадлежит авторству рок-певицы Янки Дягилевой. Игорь Вдовин, по его словам, намерено деконструировал и упростил аранжировки песен, чтобы сделать более понятными широкому кругу зрителей. Большая часть композиций в спектакле исполняется под фортепиано.
В релизе, выпущенном к премьере спектакля говорится:
«Сияние» — это повествование о разрушении построенного на непрочном фундаменте девичьих фантазий хрупкого карамельного мира, который не выдерживает натиска реальности, врывающейся в него сквозь трещину в защитной оболочке. Заряженные первобытной энергией песни образуют контрапункт с предстающей перед глазами зрителя картинкой. Смысловая полифония, которая рождается от столкновения аудиовизуального ряда и ряда семантического, создает новый образ Летова — не столько бунтаря и ниспровергателя канонов, сколько тонко переживающего художника и поэта, страдающего от собственного несовершенства не меньше, чем от несовершенства окружающего мира".

## Песни

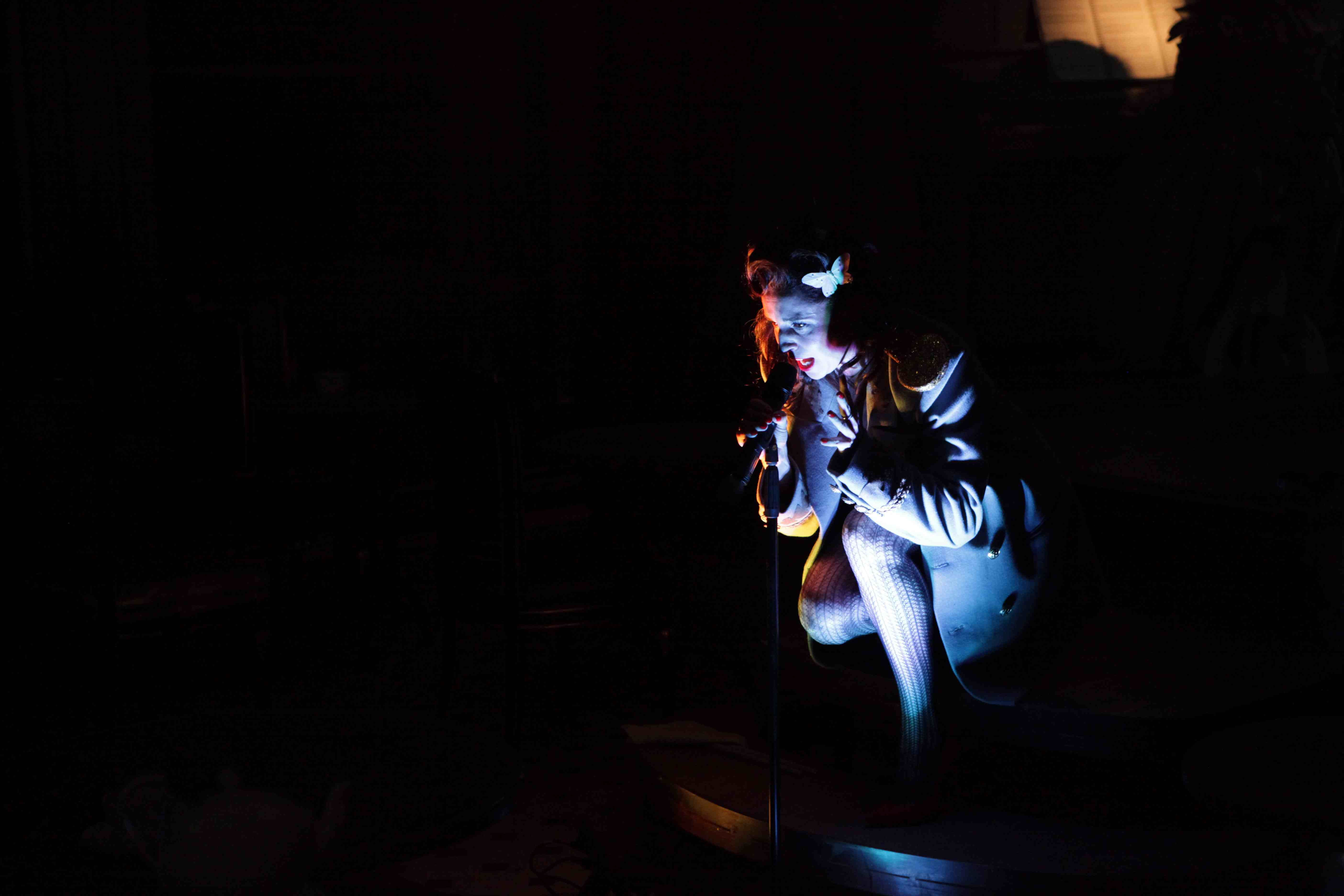
Алиса Хазанова в спектакле «Сияние». Chateau de Fantomas, 2014

1. Печаль моя светла (автор: Янка Дягилева, 1988)
2. Хороший автобус (1987)
3. Без меня (2002)
4. Заплата на заплате (1988)
5. Крепчаем (2002)
6. Хуй на все на это (2003)
7. Семь шагов за горизонт (1991—1992)
8. Красный смех (автор:  Неумоев Роман,  Инструкция по выживанию,  1989)
9. Мишутка (песенка для Янки) (1990)
10. Долгая счастливая жизнь (2003)
11. Осень (2005)
12. Сияние (2005)

Продолжительность спектакля: 45 минут.

## Создатели спектакля
Авторы песен: Егор Летов, Янка Дягилева
Режиссёр и художник постановщик: Филипп Григорьян
В главной роли: Алиса Хазанова
В роли Мишутки: Вано Миронян
Партия фортепиано: Элина Кани
Музыкальный продюсер: Игорь Вдовин
Продюсер: Снежанна Георгиева
Исполнительный продюсер: Александра Рузыч
Костюмы: Галя Солодовникова, Маша Кечаева

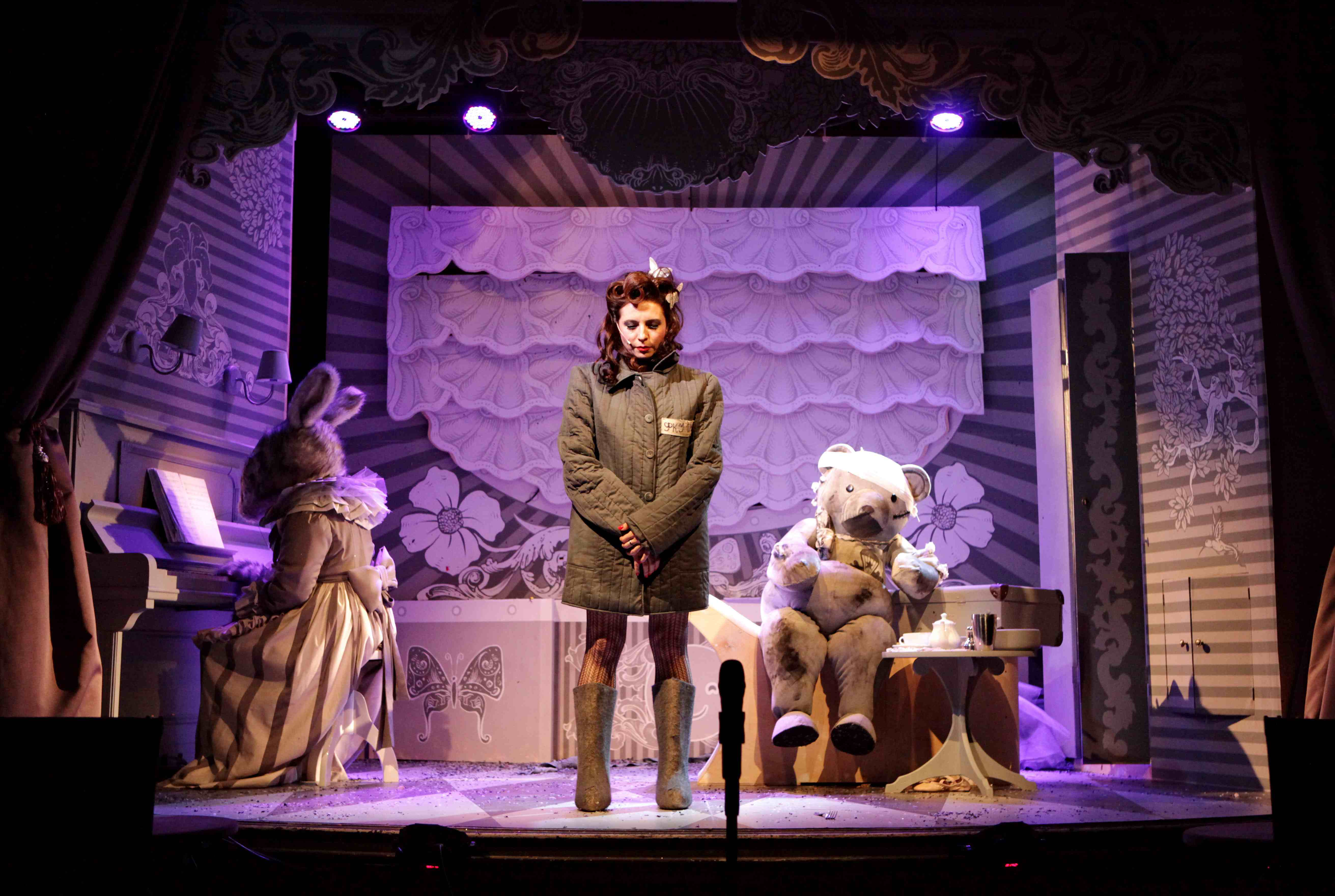
Алиса Хазанова в спектакле «Сияние». Chateau de Fantomas, 2014

Художник по свету: Сергей Васильев
Звукорежиссер: Александр Демский
Осветитель: Никита Черноусов
Декоратор: Юрий Карасик